# Helicopis albocincta
Helicopis albocincta är en fjärilsart som beskrevs av Le Moult 1939. Helicopis albocincta ingår i släktet Helicopis och familjen Riodinidae. Inga underarter finns listade i Catalogue of Life.